# ماركوس غولدمان
ماركوس غولدمان (بالإنجليزية: Marcus Goldman) هو رائد أعمال أمريكي، ولد في 9 ديسمبر 1821 في Trappstadt ‏ في ألمانيا، وتوفي في 20 يوليو 1904 في Elberon, New Jersey ‏ في الولايات المتحدة.